# Kolobăr
Kolobăr (bulgariska: Колобър) är ett distrikt i Bulgarien.   Det ligger i kommunen Obsjtina Dulovo och regionen Silistra, i den nordöstra delen av landet, 300 km öster om huvudstaden Sofia.